# Tectarius tuberculatus
Tectarius tuberculatus är en snäckart. Tectarius tuberculatus ingår i släktet Tectarius och familjen strandsnäckor. Inga underarter finns listade i Catalogue of Life.